# Andrea Debono
Andrea Debono (ur. 7 listopada 1821, zm. 29 października 1871), znany również jako Latif Effendi – maltański handlowiec i odkrywca, który był jednym z pierwszych Europejczyków badających okolice Białego Nilu w połowie XIX wieku.

## Życiorys
Andrea Debono urodził się 7 listopada 1821 w Isli (malt. L’Isla) na Malcie. Był synem Michaela Debono, kapitana marynarki handlowej, i jego żony Teresy z domu Carabott. Miał siostrę bliźniaczkę o imieniu Battistina. W młodości Debono studiował medycynę i chemię.
Rodzina Debono wyemigrowała później do Aleksandrii w Egipcie, tam Andrea pracował w szpitalu. Po śmierci rodziców rodzeństwo przeniosło się do Kairu, a później w 1848 do Chartumu w Sudanie, gdzie Andrea zbudował młyn kukurydziany oraz zajmował się produkcją materiałów budowlanych. Andrea Debono poślubił Victorię, Etiopkę. Mieli troje dzieci, ale dwoje z nich zmarło w niemowlęctwie.
W 1851 Debono zaczął służyć egipskiemu gubernatorowi Sudanu i przyjął imię Latif Effendi. Osiągnął znaczne zyski z handlu kością słoniową, zatrudniał około 400 ludzi jako tragarzy i przewoźników. W tym czasie rozpoczął także eksplorację Nilu i jako pierwszy Europejczyk zbadał rzekę Sobat, dopływ Białego Nilu, docierając do katarakt poza wyspą Gondokoro. W kwietniu 1853 dotarł do bystrza Djiamoudj, zdobywając wiedzę o Jeziorze Alberta i rzece Semliki. W latach 1854–1855 wraz z żoną, synem, a później agentem Philippe Terranuovą odbył 300-milową (480 km) podróż do ujścia Sobatu. W pewnym momencie ich łodzie zostały uziemione na sześć miesięcy ze względu na porę suchą, podróżnicy doświadczyli też zagrożenia ze strony wrogo nastawionych tubylców.
W latach 1855–1856 Debono był brytyjskim agentem konsularnym w Chartumie. W 1859 ponownie odwiedził Gondokoro w towarzystwie włoskiego odkrywcy Giovanniego Miani, a trzy lata później opublikował książkę o swoich podróżach. Brytyjski eksplorer i naturalista Samuel Baker napisał: „Ludzie de Bono to najgorsi ze wszystkich, którzy całkowicie zniszczyli kraj” (ang. de Bono's people are the worst of the lot, having utterly destroyed the country.).
W Chartumie konsul John Petherick oskarżył Debono i jego siostrzeńca o udział w handlu niewolnikami i chociaż wszystkie zarzuty zostały później wycofane, reputacja Debono została zrujnowana. Jego stan zdrowia pogorszył się po stracie siostrzeńca; sprzedał on swoją posiadłość i wrócił do Kairu. 
Andrea Debono zmarł w Kairze 29 października 1871 w wieku 49 lat.

## Dziedzictwo
Andrea Debono został wymieniony w powieści Julesa Verne’a z 1863 Pięć tygodni w balonie.
Jego imieniem nazwano ulicę w jego rodzinnym mieście Isla.